# Asselbornita
L'asselbornita és un mineral de la classe dels arsenats. Va ser descoberta l'any 1980, i anomenada l'any 1983 per Halil Sarp, Jean Bertrand i Jacques Deferne en honor d'Eric Asselborn (1954-), cirurgià i col·leccionista de minerals francès.

## Característiques
L'asselbornita és un arsenat de fórmula química Pb(BiO)₃(UO₂)₄(AsO₄)₂(OH)₇·4H₂O. És l'arsenat anàleg de la šreinita. Cristal·litza en el sistema cúbic formant cristalls cúbics modificats per tetràedres o pseudotetràedres. La seva duresa a l'escala de Mohs és 3. És un mineral radioactiu.
Segons la classificació de Nickel-Strunz, l'asselbornita pertany a «08.ED: Uranil fosfats i arsenats sense classificar» juntament amb els següents minerals: moreauïta, metalodevita, šreinita i kamitugaïta.

## Formació i jaciments
L'asselbornita va ser trobada al filó Walpurgis, a la mina Weißer Hirsch (Neustädtel, a les Muntanyes Metal·líferes. També se n'ha trobat a Tirpersdorf, al districte de Vogtland (Oelsnitz). Sol trobar-se associada a altres minerals com uranospinita, uranofana, uranosferita i quars.